# Adam Russo
Adam Russo (* 12. April 1983 in Montréal, Québec) ist ein italo-kanadischer Eishockeytorwart, der seit 2015 bei den Laval Prédateurs in der Ligue Nord-Américaine de Hockey unter Vertrag steht.

## Karriere
Adam Russo begann seine Karriere als Eishockeyspieler bei Acadie-Bathurst Titan, das ihn beim LHJMQ Entry Draft 2000 in der zweiten Runde als insgesamt 29. Spieler ausgewählt hatte und für das er von 2000 bis 2004 in der kanadischen Top-Juniorenliga Ligue de hockey junior majeur du Québec aktiv war. Er wurde 2001 in das All-Rookie-Team, 2002 in das Second All-Star-Team und 2003, als er die geringste Gegentorrate der Liga aufwies, in das First All-Star-Team der LHJMQ gewählt. 2003 wurde er auch als bester Torhüter der Canadian Hockey League ausgezeichnet und in deren First All-Star-Team gewählt. 2004 wechselte der Torhüter nach Italien, wo er in der Saison 2004/05 für Asiago Hockey und den HC Alleghe in der Serie A auflief. Daraufhin wechselte er in die Serie B, wo er die folgenden eineinhalb Jahre für den HC Turin und den HC Meran auf dem Eis stand, mit dem er 2007 die Serie A2 gewann, ehe er vom Erstligisten HC Bozen verpflichtet wurde. Mit den Tirolern gewann er in der Saison 2007/08 die Italienische Meisterschaft. Dennoch verließ er den Klub und schloss sich den Diables Noirs de Tours aus der französischen Ligue Magnus an.
Für die Saison 2009/10 wechselte er noch zu Port Huron Icehawks aus der International Hockey League. Kurz vor Beginn der Saison 2010/11 unterzeichnete Adam Russo einen Vertrag beim SG Cortina aus der Serie A1, wo er für ein Monat den Platz vom verletzten Kanadier Ryan Munce einnahm. Im Oktober 2010 wurde er für den Rest der Spielzeit von den Quad City Mallards aus der Central Hockey League verpflichtet. Bei den Mallards kam er regelmäßig zum Einsatz, allerdings gelang es Russo nicht, sich langfristig einen Stammplatz zu sichern. Am 29. Juli 2011 wurde er innerhalb der Central Hockey League für eine noch zu bestimmende Gegenleistung zu den Wichita Thunder transferiert. Im August 2012 sicherte sich Ligakonkurrent Arizona Sundogs, ebenfalls per Tauschhandel, seine Dienste, obwohl Russo in der vorhergehenden Spielzeit vorwiegend als Stammtorwart bei den Wichita Thunder zum Einsatz gekommen war. 2013 wechselte er in die Ligue Nord-Américaine de Hockey, wo er bisher für die Braves de Laval, die Éperviers de Sorel-Tracy und die Laval Prédateurs im Tor stand.

### International
Für Italien nahm Russo an den Weltmeisterschaften der Top-Division 2008 und 2010 sowie der Division I Eishockey-Weltmeisterschaft der Herren 2009 teil. Des Weiteren stand er im Aufgebot Italiens bei der Qualifikation zu den Olympischen Winterspielen 2010 in Vancouver.

## Erfolge und Auszeichnungen
- 2001 First Rookie-Star-Team der Ligue de hockey junior majeur du Québec
- 2002 Second All-Star-Team der Ligue de hockey junior majeur du Québec
- 2003 First All-Star-Team der Ligue de hockey junior majeur du Québec
- 2003 Trophée Jacques Plante (beste Fangquote der LHJMQ)
- 2003 CHL First All-Star Team
- 2003 CHL Goaltender of the Year
- 2007 Meister der Serie A2 mit dem HC Meran
- 2008 Italienischer Meister mit dem HC Bozen
- 2009 Ligue Magnus All-Star Team

### International
- 2009 Aufstieg in die Top-Division bei der Weltmeisterschaft der Division I